# Loys Bourgeois
Pour les articles homonymes, voir Louis Bourgeois et Bourgeois.
Loys [Louis] Bourgeois [Borgois, Bourgois, Bourgoys, Bourjois] (né à Paris vers 1510-1515, mort probablement à Paris après 1561) est un compositeur et théoricien français, qui a été actif à Paris, Lyon et Genève et a surtout travaillé dans la mouvance calviniste. Il est l'auteur de plusieurs dizaines des mélodies du Psautier de Genève, dont beaucoup sont toujours en usage dans les cultes protestants.

## Biographie

### Paris
Il est originaire de Paris (étant ainsi qualifié dans les registres de Genève en 1545), et fils de feu Guillaume Bourgeois (idem, en 1547).
La parution de trois chansons de sa main dans un recueil lyonnais de 1539 est la première trace qu'on ait de lui.

### Genève

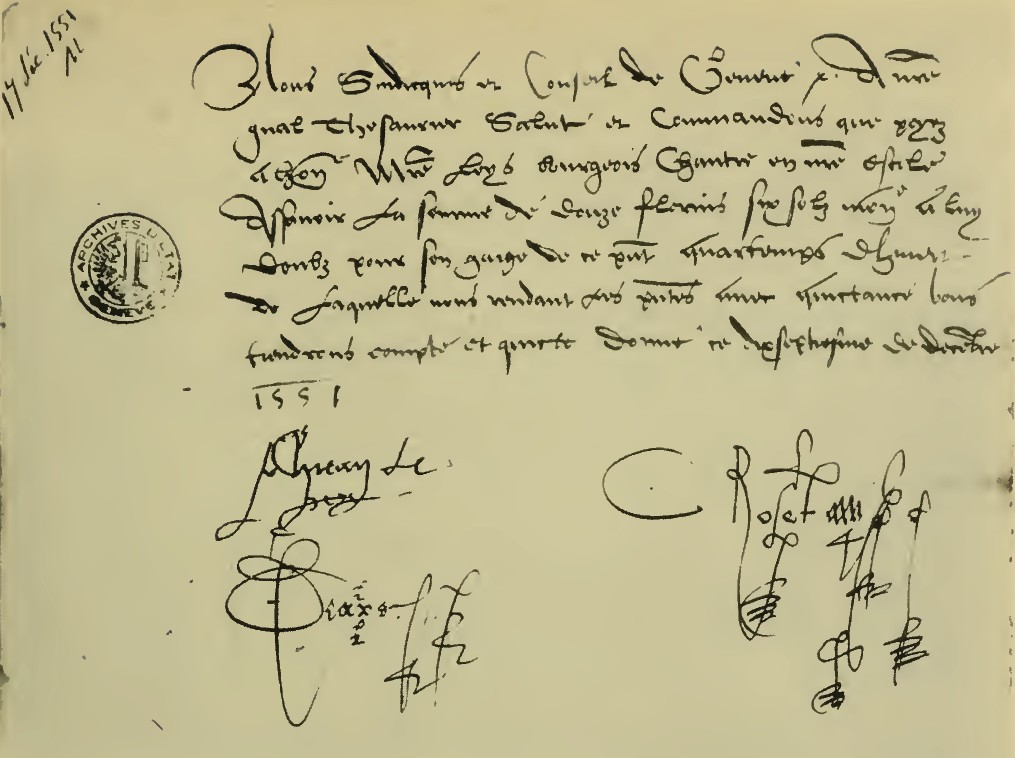
Signature de Loys Bourgeois sur un acte de 1551. Genève AEG.

Le 14 juillet 1545, il est mentionné pour la première fois sur les registres du Conseil de Genève comme chantre, payé 60 florins, simultanément avec le chantre Guillaume Fabri, pour remplacer le chantre Guillaume Franc, parti à Lausanne. ll doit chanter les psaumes à l'office et les apprendre aux enfants.
Son salaire passe à 100 florins à partir de 1546 jusqu'en 1551, Bourgeois étant dès 1546 chargé d'instruire les enfants au temple de Saint-Gervais en remplacement de Fabri. Il occupe la maison dite des Enfants de chœur (ou de la Chantrerie), devant la cathédrale Saint-Pierre, dans laquelle il fait plusieurs réparations pour lesquelles il est partiellement remboursé. En mai 1546, il élabore avec les pasteurs de Genève une table qui indique les psaumes à chanter chaque dimanche, dont le Conseil ordonne l'impression et l'affichage aux portes des temples.
En 1547, il apparaît s'être fraîchement marié avec Jeanne Leurat, dont le père Jean Leurat tarde à lui payer la dot ; il reçoit le 24 mai la bourgeoisie de Genève à titre gratuit, étant bien considéré par le Conseil.
En avril 1550, Bourgeois présente au Conseil une « certaine feuille pour apprendre à chanter », pour laquelle le Conseil le gratifie d'une coupe de froment. En mai, Calvin l’autorise à imprimer à ses frais ung pety traicté de musique... en fait de chantrerie, c'est-à-dire son Droict chemin de musique. Le 5 septembre, il obtient deux mois de congé, ayant pu se faire remplacer.
En janvier 1551, il demande à être récompensé en blé pour l'amélioration du chant des psaumes, demande qui est repoussée par le Conseil en attendant son achèvement. Il s'agit probablement de la mise au point des mélodies des Octante-trois psaumes parus en 1551 et réimprimés jusqu'en 1554. En mars il est cité comme ayant participé à un banquet, avec des tambours et trompettes. En septembre ses gages sont réduits de moitié - la ville étant fort endettée - et sa femme accouche d'un enfant. Il reçoit une compensation de deux coupes de froment. Le 3 décembre 1551, Bourgeois est emprisonné pour avoir modifié sans autorisation la mélodie de quelques psaumes imprimés, au risque de troubler ceux qui avaient mémorisé les versions antérieures. Il est relâché le lendemain mais l’affaire ne s’arrêta pas là : le Conseil se plaignit encore que les fidèles avaient été désorientés par les nouvelles mélodies et ordonna à l'imprimeur Jean Crespin de brûler l’épître dans laquelle Bourgeois exhortait les fidèles à chanter.
En mars 1552, il produit une nouvelle table pour indiquer l'ordre du chant des psaumes, dont le Conseil paye l'impression. En juillet 1552 un ministre de Lausanne avertit le Conseil de Genève que Lausanne n’accepterait sans doute pas les changements faits par Bourgeois aux mélodies. En 1551-1552, ses relations avec le Conseil semblent s'être tendues... Il reçoit en août 1552 un congé de trois mois pour aller à Lyon et à Paris pour y publier des œuvres, s'étant fait remplacer. À la suite de ce congé il demande une prolongation de 8 semaines. Le Conseil refuse et met fin à son emploi le 27 décembre ; malgré une supplique reçue de Bourgeois fin janvier 1553 celui-ci est remplacé par le chantre Pierre Vallette dès février 1553.

### Lyon

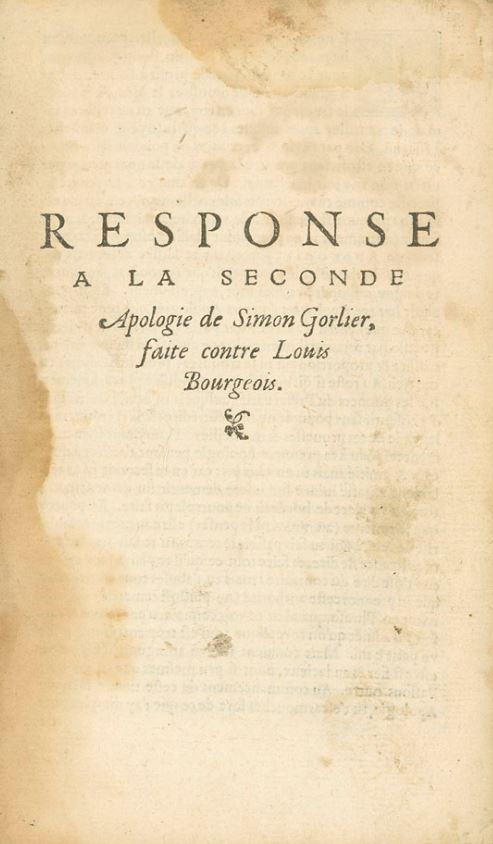
Titre de La seconde apologie de Loys Bourgeois contre Simon Gorlier (Lyon, 1554). Grenoble BM.

Le 24 mars 1553, son épouse reçoit 8 florins du Conseil de Genève comme remboursement de réparations faites à leur maison, et 60 sous pour rejoindre son mari à Lyon. Cette année-là, Bourgeois publie ses Psaumes octante-trois à Lyon, sans qu'on connaisse précisément sa situation dans cette ville.
À peu près à cette époque, vers 1554, il est critiqué par le musicien et imprimeur de musique Simon Gorlier, et lui répond vertement dans trois pamphlets imprimés retrouvés récemment à la Bibliothèque municipale de Grenoble. Ce document cite également les musiciens Alamanno Layolle, Philibert Jambe de fer, François Roussel, vivant tous à Lyon à cette époque. En 1557 enfin, il est cité comme maître musicien demeurant à Lyon.

### Paris
En 1560 il est à Paris, où sa fille Suzanne est baptisée le 27 mai en l'église Saint-Côme (le parrain est le joueur d'instrument Gregor Brayssing) ; il habitait alors rue Hautefeuille. Cette même année il publie une chanson chez Nicolas Du Chemin, puis en 1561 une réédition de ses Pseaulmes LXXXIII chez Nicolas le Clerc, après quoi l'on perd sa trace.

## Œuvres

### Chansons
Les premières œuvres connues de Bourgeois sont trois chansons à 4 voix parues dans le 5e livre du Parangon des chansons (Lyon : Jacques Moderne, 1539, cf. Pogue n° 21, RISM 153920). Elles ont pour incipit Si par faveur, Ung soys bien tard et Ce moys de may, cette dernière en forme de rondeau entièrement mis en musique. Elles sont publiées dans The sixteenth-century chanson, ed. Jane Bernstein, vol. 26 (1993). Une quatrième chanson Si je vivoys deux cens mille ans est publiée dans le Quatorsiesme livre, contenant XVII chansons nouvelles... (Paris : Nicolas Du Chemin, 1559, 1560 n. st., cf. Lesure & Thibault n° 70, RISM 15603a).

### Les mélodies desOctante-trois psaumes
C'est à Bourgeois qu'on attribue les mélodies ajoutées au Psautier de Genève entre l'étape constituée par les Cinquante psaumes traduits par Clément Marot (en fait 49, parus pour la première fois en 1543) et l'étape des Octante-trois psaumes parus en 1551 chez Jean Crespin. La mise au point des 34 nouvelles mélodies adaptées aux psaumes nouvellement traduits par Théodore de Bèze a dû intervenir entre 1545 (arrivée de Bourgeois à Genève) et 1550 environ.
Dans ce travail d'élaboration des mélodies du Psautier de Genève, Bourgeois succède à Guillaume Franc et précède Pierre Davantès. Une preuve indubitable de son rôle est fournie par une mention du Registre du Conseil de Genève, où il est dit qu' « à Lausanne ils ne sont peult estre d'accord de chanter les pseaulmes changés icy [Genève] par maistre Loys Bourgeois, ny ceulx qu'il a myst en chans du sieur de Beze ».
Certaines des mélodies composées par Bourgeois étaient inspirées de chansons populaires, d’autres d’hymnes latines. Les Octante-trois psaumes ont été publiés tels quels jusqu'en 1554, avant que le recueil soit encore augmenté à 90 puis à 450 psaumes. Les mélodies de Bourgeois n'ont jamais été remises en question.

### Les psaumes harmonisés

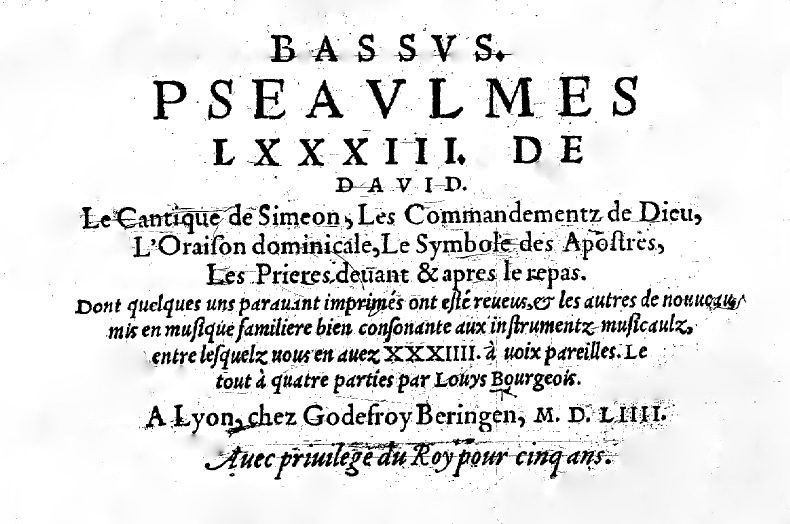
Les "Pseaulmes LXXXIII" de Loys Bourgeois (Lyon : 1554). London BL.

Pseaulmes cinquante de David … mis en musique ... à quatre parties, à voix de contrepoinct égal consonante au verbe (Lyon : Godefroy & Marcelin Beringen, 1547. RISM B 3815, Guillo n° 16).
Trente-sept d'entre eux sont édités par K.P. Bernet Kempers, in 37 Psalmen … van Loys Bourgeois (Delft : 1937) ; ce sont les Ps. 1-2, 4-6, 8-9, 13-15, 18-19, 22-24, 32-33, 36-38, 43, 50, 72, 79, 86, 91, 103-104, 107, 114-115, 118, 128, 130, 137-138 et 143. Il s'agit là d'une harmonisation homophonique (dite aussi note contre note), mais elle ne reprend pas toujours les mélodies officielles du Psautier de Genève. Edition dédiée à Antoine Chenavard, bourgeois de Crêt (près de Genève), transcrite dans Guillo Doc. 4. L'auteur y rejette naturellement les chansons dissolues, sans renoncer pour autant à adapter une harmonie au mélodies des psaumes.
Le Premier livre des pseaulmes de David contenant XXIIII pseaulmes ... en diversité de musique, à sçavoir, familiere, ou vaudeville ; aultres plus musicales, et aultres à voix pareilles, bien convenables aux instrumentz. (Lyon : Godefroy & Marcelin Beringen, 1547. RISM B 3814, Guillo n° 17).
Publié par Paul-André Gaillard dans les Monuments de la Musique suisse, vol. 3 (1960). Les psaumes harmonisés sont ici les Ps. 110, 23, 138, 22, 79, 25, Cantique de Siméon, 115, 14, 45, 101, 9, 11, 37, 2, 24, 72, 18, 38, 6, 43, 91, 128 et 130. Le style est ici beaucoup plus élaboré que dans les Pseaulmes cinquante de la même année : en forme de motet, de vaudeville, ou à voix pareilles... La mention des instruments au titre de l'œuvre est, à cette, époque, assez rare. Elle devait faciliter la vente d'un ouvrage uniquement destiné à une pratique domestique. L'ouvrage est annoncé dans la préface des Pseaulmes cinquante de la même année ; les mélodies officielles de Genève ne sont pas toujours utilisées.
Pseaulmes LXXXIII de David ... dont quelques-uns paravant imprimés ont esté reveus, & les autres de nouveau mis en musique familiere bien consonante aux instrumentz musicaulz, entre lesquels vous en avez XXXIIII à voix pareilles, le tout à quatre parties... (Lyon : Godefroy Beringen, 1554. cf. RISM B 3816, Guillo n° 29).
Certains psaumes sont des modifications des pièces extraites du Premier livre de 1547. Ici toutes les pièces sauf deux utilisent les mélodies officielles de Genève. Ce dernier recueil a été réimprimé à Paris sous une forme augmentée : Loys Bourgeois, Parisien, a mis quatre-vingt-trois psalmes de David, en musique (fort convenable aux instrumens) à quatre, cinq & six parties, tant à voix pareilles qu'autrement : dont la bassecontre tient le sujet, afin que ceux qui vondront chanter avec elle, à l'unisson, ou à l'octave, accordent aux autres parties diminuées ; plus le Cantique de Siméon, les Commandements de Dieu, les Prières devant & après le repas; & un canon à quatre ou à cinq parties, & un autre à huit ; imprimés à Paris, par Antoine Le Clerc, 1561. Edition perdue, citée seulement par Du Verdier, II, 591.

### Le Droict chemin de musique
Le Droict chemin de musique, avec la manière de chanter les pseaumes, par usage ou par ruse. (Genève : [Jean Girard], 1550). 8°, 32 f. RISM B-VI p. 173, Guillo Index 3.
L'autorisation d'imprimer ce traité avait été accordée en mai 1550 par Jean Calvin, aux frais de l'auteur. Dans ce traité, axé sur le chant des psaumes, Bourgeois a adapté le système traditionnel de solmisation en donnant à chaque note un nom dérivé de sa place dans les hexacordes mineur, naturel et majeur : C sol fa ut devient C sol ut fa, G sol re ut devient re sol ut, etc. Ce traité est le premier en français dédié au chant et à la lecture à vue. Tout en se référant aux théoriciens classiques (Glarean, Gaffurio, Heyden...) il propose des simplifications et l'abandon de la main guidonienne. Ses explications sur le tactus, les proportions et autres caractères du rythme sont simples et efficaces. Bourgeois annonce dans la préface du volume qu'il avait l'intention de rédiger un traité sur le jeu des instruments, qui semble n'avoir jamais paru.
Fac-similé par Paul-André Gaillard (Kassel : Bärenreiter, 1954, Documenta Musicologica série 1, v. 6). Edition et traduction par Bernard Rainbow (Kilkenny : Boethius Press, 1982, Classic texts in music education vol. 4). Traduction anglaise par Robert M. Copeland : The Direct path of music (Ottawa : Institute Of Medieval Music, 2008). Transcription en format texte par Indiana University : voir